# Tim Burton

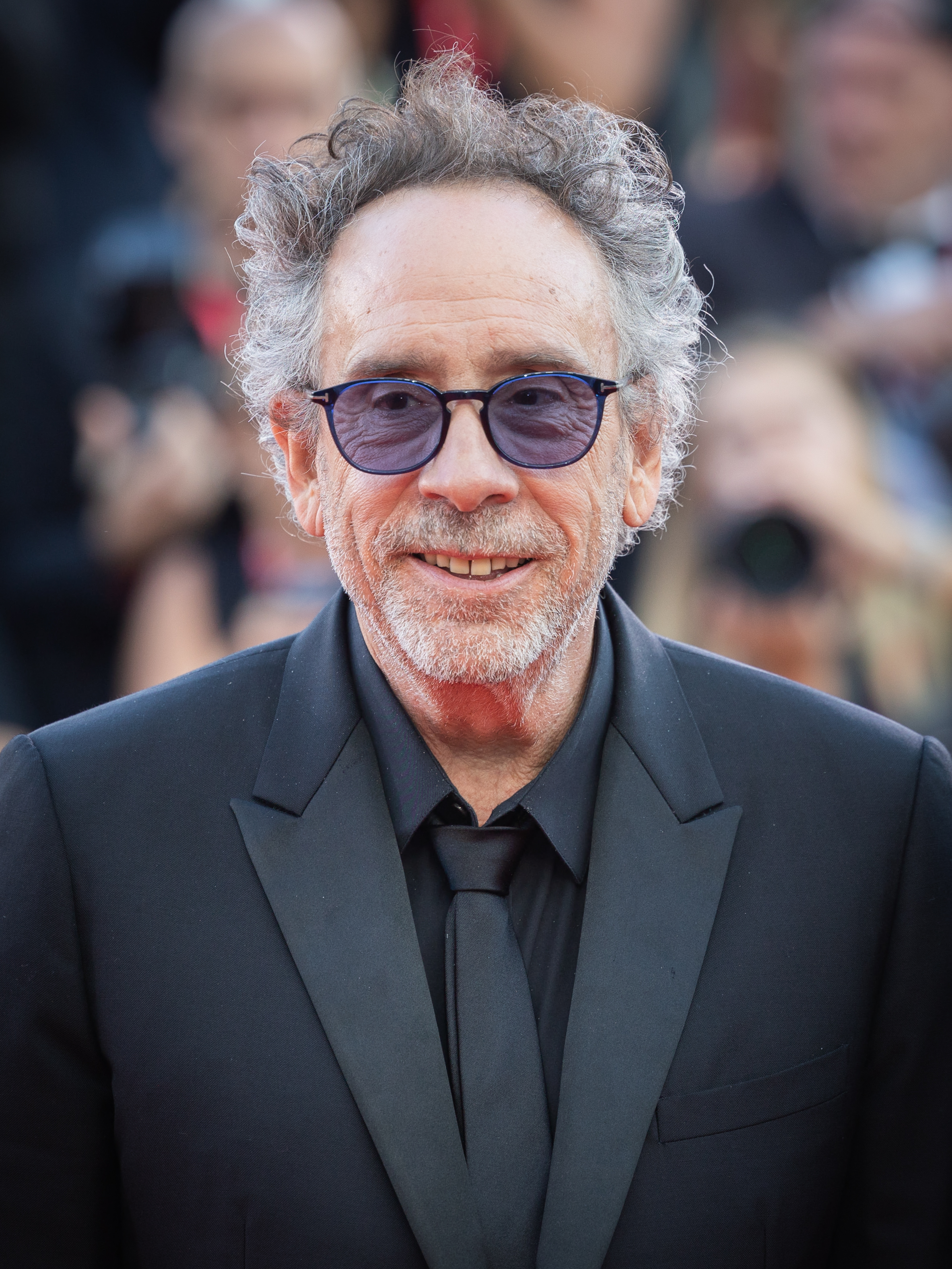
Tim Burton (2024)

Timothy „Tim“ Walter Burton (* 25. August 1958 in Burbank, Kalifornien) ist ein US-amerikanischer Autor, Künstler, Produzent und Filmregisseur.

## Leben
Tim Burton zeigte schon als Kind zeichnerisches Talent. Seinen ersten Film, The Island of Doctor Agor, drehte er 1971 im Alter von 13 Jahren. Mit einem Stipendium der Disney-Studios studierte er drei Jahre Trickfilmkunst am California Institute of the Arts. Er bekam eine Anstellung bei Disney, nachdem er als Zeichner von Zwischenphasen beim 1978 erschienenen Fantasy-Zeichentrickfilm Der Herr der Ringe mitgearbeitet hatte. Er wirkte an den Zeichentrickfilmen Cap und Capper und Taran und der Zauberkessel mit und drehte als Autor und Regisseur in Disneys Auftrag 1982 seinen ersten erfolgreichen und preisgekrönten Kurzfilm Vincent.
Sein erster Spielfilm war der 1985 entstandene Film Pee-Wee’s irre Abenteuer. Mit dem Film Beetlejuice gelang ihm 1988 der Durchbruch. Seitdem gehört er zu den erfolgreichen Regisseuren und Produzenten in Hollywood.
1985 lernte er durch den Schauspieler Paul Reubens, Darsteller der Figur Pee-Wee Herman, den Filmkomponisten Danny Elfman kennen. Ihr erster gemeinsamer Film war Pee-Wee’s irre Abenteuer. Aus der Bekanntschaft entwickelte sich eine bis heute andauernde Freundschaft. Elfman wirkte auch bei allen weiteren Filmen Burtons, mit Ausnahme von Ed Wood, Die Insel der besonderen Kinder und dem schon vorher als Broadway-Musical komponierten Sweeney Todd – Der teuflische Barbier aus der Fleet Street, als Komponist mit.
Auch als Autor trat Burton in Erscheinung, so bei einigen seiner Frühwerke oder im Internet, wo er Stainboy als Fortsetzung anbietet. The Melancholy Death of Oyster Boy ist ein Buch mit Geschichten, Gedichten und Zeichnungen über „Figuren jenseits der Norm“.

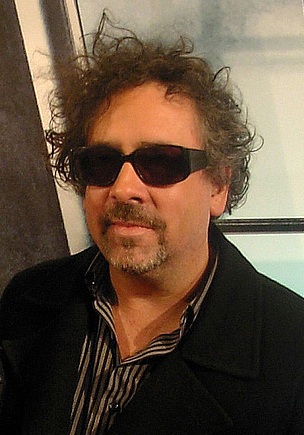
Tim Burton (2008)

Bei den Internationalen Filmfestspielen von Venedig ehrte man Burton 2007 für sein Lebenswerk mit dem Goldenen Löwen, den er von Johnny Depp, Hauptdarsteller seiner Filme Edward mit den Scherenhänden, Ed Wood, Sleepy Hollow, Charlie und die Schokoladenfabrik, Corpse Bride – Hochzeit mit einer Leiche, Sweeney Todd, Alice im Wunderland und Dark Shadows überreicht bekam.
Burtons detailverliebte Filme wurden zudem viermal mit dem Oscar für das beste Szenenbild (Batman, Sleepy Hollow – Köpfe werden rollen, Sweeney Todd – Der teuflische Barbier aus der Fleet Street, Alice im Wunderland) und zweimal für das beste Make-up ausgezeichnet (Beetlejuice, Ed Wood).
Das Museum of Modern Art in New York widmete ihm 2009/2010 eine große Werkschau, die später auch in Melbourne, Toronto, Prag, Tokio, Osaka und im Max Ernst Museum in Brühl zu sehen war. 2010 leitete Burton die Wettbewerbsjury der 63. Filmfestspiele von Cannes. Burton war bereits 1997 Mitglied der Jury gewesen.

## Privatleben
Von 1989 bis 1991 war Burton mit der deutschen Malerin Lena Gieseke verheiratet. In den 1990er-Jahren führte er eine Beziehung mit der Schauspielerin Lisa Marie, die er als seine Muse beschrieb und die in den meisten seiner Filme dieser Zeit mitwirkte. Als er bei den Dreharbeiten zu Planet der Affen (2001) Regie führte, traf er die britische Schauspielerin Helena Bonham Carter, mit der er bis 2014 liiert war und zwei gemeinsame Kinder hat. Schauspieler Johnny Depp, ein langjähriger Freund von Burton, ist der Patenonkel der Kinder.
Seit 2023 ist er mit der italienischen Schauspielerin Monica Bellucci liiert, mit der er an seinem Spielfilm Beetlejuice Beetlejuice (2024) zusammenarbeitete.

## Betrachtungen zu seinem Werk
Burtons Markenzeichen sind meist extravagante, aber vielschichtige Filme mit teilweise komischen oder morbiden bis bizarren Akzenten, Handlungen und Akteuren. Die Motive und Figuren sind entweder der Comicwelt entnommen (siehe die Batman-Verfilmungen) oder im Horrorgenre angesiedelt. Burton zitiert dabei gern Elemente der Gothic- und Undergroundszene, wobei er sich hauptsächlich auf Horror-Komödien spezialisiert hat. Außerdem fällt auf, dass er gern Elemente der Filme aus der Zeit des deutschen Expressionismus (Max Shreck als Bösewicht in Batmans Rückkehr) verwendet. Burtons neuere Arbeiten spielen mit surrealen Sujets (Big Fish) und überzeugen stets mit detailverliebten Bühnenbildern, seien es die gruselig verspielten Figuren und Szenarien seiner Puppentrickfilme oder die aufwendigen Bauten und Kostüme der Batman-Filme. Zudem wagte er es, mit Ed Wood einen Schwarzweißfilm in den Kinos zu platzieren.
Vincent Price in einer Nebenrolle (einer der letzten Auftritte des Schauspielers bei Edward mit den Scherenhänden) und die Rolle des Bela Lugosi in Ed Wood (dargestellt von Martin Landau) seien, wie er in einem Interview meinte, „eine Hommage an die Filme und Darsteller, die ihn schon in seiner Kindheit begeisterten“.
Burtons Filme faszinieren entweder durch düstere Szenarien (Batman), skurrilen Humor (z. B. Mars Attacks!, Nightmare Before Christmas, Frankenweenie) oder schrille, grellbunte Elemente (zum Beispiel die kitschigen Bauten der Vorstadtsiedlung in Edward mit den Scherenhänden oder nahezu alles in Charlie und die Schokoladenfabrik). In den Filmmusiken fällt Burtons ausgesprochenes Faible für Songs der 1960er/1970er auf – zum Beispiel für Tom Jones, den er in mehreren Filmen im Hintergrund singen lässt und der auch eine Nebenrolle in Mars Attacks! spielte.
1997 scheiterte der geplante DC-Superheldenfilm Superman Lives mit Nicolas Cage in der Titelrolle durch Probleme mit dem Drehbuch und Differenzen zwischen den Beteiligten. Burton wertete diesen Misserfolg als schwere Niederlage in seiner damaligen Laufbahn.
Die neueren Projekte Burtons gehen wiederum von kindlicher Faszination und Imaginationsvermögen aus: Charlie und die Schokoladenfabrik basiert auf einem Kinderbuchklassiker von Roald Dahl, während Corpse Bride – Hochzeit mit einer Leiche (Oscar-Nominierung 2006), wie zuvor Nightmare Before Christmas, ein Stop-Motion-Puppentrickfilm ist.
2007 verfilmte Burton das Broadway-Musical Sweeney Todd – Der teuflische Barbier aus der Fleet Street. Dieser Film wurde 2008 mit dem Golden Globe in der Kategorie Bester Film (Komödie oder Musical) ausgezeichnet.
2008/2009 verfilmte Burton den Kinderbuchklassiker Alice im Wunderland in 3D. Ende Dezember 2009 erschien der von Burton produzierte Animationsfilm #9, der von neun kleinen Figuren in einer düsteren Zukunft handelt.
Ende 2009 veröffentlichte Burton das Buch The Art of Tim Burton mit über 1.000 eigenen Illustrationen.
Seine Vampirkomödie Dark Shadows, welche ein Remake der gleichnamigen Fernsehserie von 1966 darstellt, kam am 10. Mai 2012 in die Kinos. In der zweiten Jahreshälfte erschien außerdem Abraham Lincoln Vampirjäger (Burton als Produzent) und Frankenweenie. Für Frankenweenie wurde er zum zweiten Mal für einen Oscar nominiert, verlor aber gegen den Pixar-Film Merida – Legende der Highlands.
2016 drehte er nach Dark Shadows mit der Literaturverfilmung Die Insel der besonderen Kinder seinen zweiten von bisher drei Filmen mit Schauspielerin Eva Green.
Im März 2019 wurde die Realneuverfilmung des Animationsklassikers Dumbo in den Kinos veröffentlicht.
Die erste Staffel der Netflix-Serie Wednesday, bei der Burton als Regisseur und Executive Producer fungiert, erschien im Herbst 2022.
Neben mindestens einer weiteren geplanten Wednesday-Staffel setzte Burton die Fortsetzung Beetlejuice Beetlejuice um, die im September 2024 in die amerikanischen Kinos kam, erneut besetzt mit Michael Keaton, Winona Ryder und Catherine O’Hara sowie in einer neuen Rolle Jenna Ortega; mit letzter arbeitete er bereits an Wednesday. Das Remake des Science-Fiction-Films Attack of the 50 Foot Woman von 1958 befindet sich in der Planungsphase und soll in Zusammenarbeit mit Warner Bros. und Autorin Gillian Flynn entstehen.

### Stil

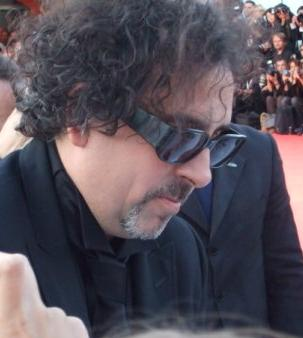
Tim Burton, 2007

#### Wiederkehrende Motive
Tod und NachlebenEin häufig wiederkehrendes Motiv in Burtons Filmen ist die Welt zwischen Leben und Tod. So thematisiert der Film Beetlejuice den Tod der beiden Protagonisten, die ihn zunächst gar nicht bemerken und seiner erst gewahr werden, als sie im Jenseits nach ihrer Todesursache gefragt werden. In dem Film Ed Wood lebt Bela Lugosi auf der Schwelle zum Tod: Ed Wood erweckt ihn im Film (auf der Leinwand) zweimal wieder zum Leben – das erste Mal noch vor dessen physischem Tod, als er dem vergessenen Schauspieler ein Comeback ermöglicht (zuerst trifft er Lugosi beim Probeliegen in einem Sarg), das zweite Mal nach Lugosis Tod, mit der Hilfe eines Körperdoubles. In Sleepy Hollow durchziehen den gesamten Handlungsverlauf diverse mysteriöse Mordfälle, die wiederum von einem bereits verstorbenen, enthaupteten Reiter ausgeführt werden. Bei Corpse Bride steht die Konfrontation des Hauptdarstellers aus der Welt der Lebenden mit einer untoten Braut aus der Welt der Toten im Vordergrund, wobei das Reich der Toten als wesentlich vitaler erscheint. In Sweeney Todd geht es um einen Barbier, der Rache an einem Richter nehmen will und auf dem Weg dahin vielen Menschen die Kehle aufschneidet. In Dark Shadows kehrt der lebendig begrabene Vampir Barnabas Collins nach 200-Jahren durch Bauarbeiten an die Oberfläche zurück und wird mit den ihm völlig fremden, wilden 1970er-Jahre und neuen Familienproblemen konfrontiert. In Wednesday hilft die abgetrennte, aber immer noch lebendige Hand (Eiskaltes Händchen) der Protagonistin, die seltsamen Vorkommnisse an ihrem skurrilen Internat zu lüften. Auch bei Nightmare Before Christmas wird der Tod thematisiert durch skurrile, jedoch liebevoll gestaltete Leichen, die Jack Skellington dabei behilflich sind, das Weihnachtsfest im Stile von Halloween vorzubereiten. Bereits in seinen frühen Werken findet sich das Motiv dieser Zwischenwelt: In seinem Kurzfilm Frankenweenie, für dessen Stop-Motion-Remake er 2012 erneut hinter der Kamera stand, wird der Hund eines Jungen überfahren, doch der flickt ihn wieder zusammen und lässt ihn mittels Elektroschock zu neuem Leben erwachen.
Edgar-Allan-Poe-ReferenzenBurtons Fantasiewelten sind stark geprägt von dem Grusel- und Krimiautor Edgar Allan Poe. In seinem Kurzfilm Vincent werden mehrere Passagen aus dem Gedicht Der Rabe zitiert. In Dark Shadows geht es unter anderem um einen lebendig Begrabenen. Auch in der Netflix-Serie Wednesday wird auf Der Rabe angespielt: Das Internat, in welchem die Haupthandlung spielt, heißt Nevermore Academy.
Vater-Sohn-BeziehungenBeispielsweise zu finden in Edward mit den Scherenhänden, Ed Wood (Ed Wood adoptiert Bela Lugosi als Vaterfigur), Big Fish, Mars Attacks! und Charlie und die Schokoladenfabrik. In Alice im Wunderland hingegen steht eine Vater-Tochter-Beziehung im Vordergrund.
Beziehungen zweier WeltenZu finden in Beetlejuice, Planet der Affen, Nightmare Before Christmas, Corpse Bride, Mars Attacks!, Alice im Wunderland und Die Insel der besonderen Kinder
Vorspann-StilIn den meisten Filmen von Tim Burton ist der Vorspann so aufgebaut, dass die Kamera (oft mit mehreren Schnitten), während die Namen der Beteiligten ablaufen, etwas verfolgt oder überfliegt. Meistens fährt (oder fliegt) die Kamera einfach vorwärts.
Verfolgungen: Batmans Rückkehr (Kinderwagen des Pinguins durch die Kanalisation), Corpse Bride (Schmetterling), Mars Attacks! (Ufos der Marsianer zur Erde), Sleepy Hollow (Kutsche durch die Wildnis), Charlie und die Schokoladenfabrik (Diverse Schokoladentafeln während der Verarbeitung), Sweeney Todd (Fließendes Blut), Dark Shadows (Zug durch einsame Landschaften).
Kamera-Fahrt: Beetlejuice (Kamera überfliegt die Stadt), Batman (Flug durch dunkle Schluchten, die sich als Winkel des Fledermaus-Symbols entpuppen), Edward mit den Scherenhänden (Fahrt durch mehrere Kulissen und Dinge des Schlosses), Planet der Affen (Fahrt über Teile der Rüstung von General Thade), Ed Wood (Fahrt durch schräge und teilweise trashige Kulissen der Wood-Filme, inklusive Ufos und Krake).

#### Stammbesetzung
Tim Burton setzt für seine Filme regelmäßig dieselben Schauspieler ein, wobei Johnny Depp mit acht Kooperationen am häufigsten berücksichtigt wurde.
- Johnny Depp (Edward mit den Scherenhänden, Ed Wood, Sleepy Hollow, Charlie und die Schokoladenfabrik, Corpse Bride, Sweeney Todd, Alice im Wunderland, Dark Shadows)
- Helena Bonham Carter (Planet der Affen, Big Fish, Charlie und die Schokoladenfabrik, Corpse Bride, Sweeney Todd, Alice im Wunderland, Dark Shadows)
- Christopher Lee (Sleepy Hollow, Charlie und die Schokoladenfabrik, Corpse Bride, Alice im Wunderland, Dark Shadows, Frankenweenie)
- Michael Gough (Batman, Batmans Rückkehr, Sleepy Hollow, Corpse Bride, Alice im Wunderland)
- Michael Keaton (Beetlejuice, Batman, Batmans Rückkehr, Dumbo, Beetlejuice Beetlejuice)
- Winona Ryder (Beetlejuice, Edward mit den Scherenhänden, Frankenweenie, Beetlejuice Beetlejuice)
- Lisa Marie (Ed Wood, Mars Attacks!, Sleepy Hollow, Planet der Affen)
- Deep Roy (Planet der Affen, Big Fish, Charlie und die Schokoladenfabrik, Corpse Bride)
- Danny DeVito (Batmans Rückkehr, Mars Attacks!, Big Fish, Dumbo, Beetlejuice Beetlejuice)

Burton arbeitete außerdem bei allen seinen Filmen mit Ausnahme von Ed Wood, Sweeney Todd – Der teuflische Barbier aus der Fleet Street und Die Insel der besonderen Kinder mit dem Komponisten Danny Elfman zusammen.

## Filmografie
Als Regisseur
- 1971: The Island of Doctor Agor (Kurzfilm)
- 1979: Stalk of the Celery Monster (Animationskurzfilm)
- 1979: Doctor of Doom (Kurzfilm)
- 1982: Hansel and Gretel (Fernsehfilm)
- 1982: Luau (Kurzfilm)
- 1982: Vincent (Animationskurzfilm)
- 1984: Frankenweenie (Kurzfilm)
- 1985: Alfred Hitchcock präsentiert (Alfred Hitchcock Presents, Fernsehserie, Episode „The Jar“)
- 1985: Pee-Wee’s irre Abenteuer (Pee-wee’s Big Adventure)
- 1986: Fearie Tale Theatre (Fernsehserie, Episode „Aladdin and his Wonderful Lamp“)
- 1988: Beetlejuice
- 1989: Batman
- 1990: Edward mit den Scherenhänden (Edward Scissorhands)
- 1992: Batmans Rückkehr (Batman Returns)
- 1994: Conversations with Vincent (unveröffentlichter Dokumentarfilm)
- 1994: Ed Wood
- 1996: Mars Attacks!
- 1999: Sleepy Hollow
- 2000: The World of Stainboy (Miniserie, 6 Animations-Kurzfilme)
- 2001: Planet der Affen (Planet of the Apes)
- 2003: Big Fish
- 2005: Charlie und die Schokoladenfabrik (Charlie and the Chocolate Factory)
- 2005: Corpse Bride – Hochzeit mit einer Leiche (Corpse Bride)
- 2007: Sweeney Todd – Der teuflische Barbier aus der Fleet Street (Sweeney Todd: The Demon Barber of Fleet Street)
- 2010: Alice im Wunderland (Alice in Wonderland)
- 2012: Dark Shadows
- 2012: Frankenweenie
- 2014: Big Eyes
- 2016: Die Insel der besonderen Kinder (Miss Peregrine’s Home for Peculiar Children)
- 2019: Dumbo
- 2022: Wednesday (Fernsehserie, 4 von 8 Episoden)
- 2024: Beetlejuice Beetlejuice

Als Produzent
- 1993: Nightmare Before Christmas
- 1994: Schiffsjunge ahoi! (Cabin Boy)
- 1995: Batman Forever
- 1996: James und der Riesenpfirsich (James and the Giant Peach)
- 2005: Corpse Bride – Hochzeit mit einer Leiche (Corpse Bride)
- 2009: #9
- 2012: Abraham Lincoln Vampirjäger (Abraham Lincoln: Vampire Hunter)
- 2012: Frankenweenie
- 2014: Big Eyes
- 2016: Alice im Wunderland: Hinter den Spiegeln (Alice Through The Looking Glass)
- 2024: Beetlejuice Beetlejuice

Ausführender Produzent
- 1989: Beetlejuice (Fernsehserie, ausführender Produzent)
- 1993: Hund mit Familie (Family Dog, Fernsehserie, ausführender Produzent)
- 2000: Lost in Oz
- 2019: Dumbo
- 2022: Wednesday (Fernsehserie)

Als Drehbuchautor
- 1971: The Island of Doctor Agor (Kurzfilm)
- 1979: Stalk of the Celery Monster (Animationskurzfilm)
- 1979: Doctor of Doom (Kurzfilm)
- 1982: Hansel and Gretel (Fernsehfilm, Idee)
- 1982: Luau (Kurzfilm)
- 1982: Vincent (Animationskurzfilm)
- 1984: Frankenweenie (Kurzfilm, Idee)
- 1989: Beetlejuice – Ein außergewöhnlicher Geist (Beetlejuice, Fernsehserie)
- 1990: Edward mit den Scherenhänden (Edward Scissorhands, Story)
- 1993: Nightmare Before Christmas (Story und Figuren)
- 2000: Lost in Oz (Story)
- 2000: The World of Stainboy
- 2005: Corpse Bride – Hochzeit mit einer Leiche (Corpse Bride, Figuren)

Als Schauspieler
- 1971: The Island of Doctor Agor (Kurzfilm)
- 1979: Muppet Movie (The Muppet Movie, Statist)
- 1982: Luau (Kurzfilm)
- 1985: Pee-Wee’s irre Abenteuer (Pee-wee’s Big Adventure)
- 1992: Singles – Gemeinsam einsam (Singles)
- 1992: Jimmy Hoffa (Hoffa)
- 2012: Men in Black 3 (Men in Black III)
- 2016: Die Insel der besonderen Kinder (Miss Peregrine’s Home for Peculiar Children)

## Auszeichnungen
- 1994: nominiert für die Goldene Palme für Ed Wood.
- 2004: nominiert für den BAFTA in der Kategorie Beste Regie für Big Fish
- 2006: nominiert für den Oscar in der Kategorie Bester Animationsfilm für Corpse Bride – Hochzeit mit einer Leiche
- 2007: Goldener Löwe beim 64. internationalen Filmfestival in Venedig für sein Lebenswerk
- 2008: nominiert für den Golden Globe in der Kategorie Beste Regie für Sweeney Todd – Der teuflische Barbier aus der Fleet Street
- 2008: Golden Globe in der Kategorie Bester Film – Komödie oder Musical für Sweeney Todd – Der teuflische Barbier aus der Fleet Street
- 2012: Empire Legend Award[11]
- 2013: nominiert für den Oscar in der Kategorie Bester Animationsfilm für Frankenweenie
- 2024: Stern auf dem Hollywood Walk of Fame[12]

## Belege
1. 1 2  The Movies That Made Us – Filme: Das waren unsere Kinojahre. Netflix-Dokumentarfilmserie, Staffel 3, Episode 7: Nightmare Before Christmas (45 Min.), 2021. Regie: Brian Volk-Weiss. Autoren: Brian Volk-Weiss und Benjamin J. Frost.
2. ↑  Peter Bradshaw: Tim Burton to head Cannes film festival jury. In: The Guardian. 26. Januar 2010, abgerufen am 29. Januar 2010.
3. ↑  Erster gemeinsamer Red-Carpet-Auftritt. In: gala.de, 20. März 2023 (abgerufen am 30. August 2024).
4. ↑  Marcus Persson: Tim Burton sagt, dass sein verschrotteter Superman-Film mit Nicholas Cage ihn ein Leben lang verfolgen wird. In: Gamereactor.de. 10. Mai 2023, abgerufen am 2. Februar 2024.
5. ↑  Björg Prüßmeier: Nicolas Cage über den abgesagten "Superman Lives"-Film von Tim Burton: "Es wäre atemberaubend geworden!" In: Gamereactor.de. 10. Mai 2023, abgerufen am 2. Februar 2024.
6. ↑  Kritiken auf filmstarts.de
7. ↑  Tim Burton: Johnny Depp e Michelle Pfeiffer protagonisti in “Dark Shadows” auf mondocinemablog.com
8. ↑  Dark Shadows – Tim Burton will Bellatrix Lestrange und Catwoman (Seite nicht mehr abrufbar, festgestellt im Mai 2019. Suche in Webarchiven) auf movie-infos.net
9. ↑  Hy Quan Quach: „Beetlejuice 2“: „Wednesday“- und Originalstar sind dabei – Starttermin für Horrorkomödie enthüllt. In: kino.de. 10. Mai 2023, abgerufen am 11. Mai 2023.
10. ↑  Annika Eichstädt: Tim Burton: Remake von „Angriff der 20-Meter-Frau“ (1958). In: musikexpress.de. 10. Mai 2023, abgerufen am 2. Februar 2024.
11. ↑  Mike Ewins: Jameson Empire Awards 2012: The Results. In: flickfeast. 26. März 2012, abgerufen am 5. September 2024 (englisch).
12. ↑  Hollywood – Regisseur Tim Burton erhält Stern auf dem „Walk of Fame“. In: deutschlandfunk.de. 4. September 2024, abgerufen am 5. September 2024.

| Personendaten    | Personendaten                                            |
| ---------------- | -------------------------------------------------------- |
| NAME             | Burton, Tim                                              |
| ALTERNATIVNAMEN  | Burton, Timothy William (vollständiger Name)             |
| KURZBESCHREIBUNG | US-amerikanischer Autor, Filmproduzent und Filmregisseur |
| GEBURTSDATUM     | 25. August 1958                                          |
| GEBURTSORT       | Burbank, Kalifornien                                     |